# Cave
Cave — сингл британського альтернативного рок-гурту Muse з їхнього дебютного альбому «Showbiz» (1999). Пісня виконувалася наживо у 1998 — 2001 роках, однак в 2009 році знову з'явилася на концертах — у джазовій версії з провідною роллю клавішних. Версії пісні на «Showbiz» і «Muse EP» помітно відрізняються один від одного.
Метт: «Ідея пісні прийшла з американської книжки Men Are From Mars, Women Are From Venus. Вона про те, як людина в стані стресу намагається втекти від навколишнього світу».